# 鷲巣繁男
鷲巢 繁男（わしす しげお、1915年1月7日 - 1982年7月27日）は、日本の詩人。宗教評論家。ギリシア正教徒。洗礼名ダニール。漢詩文では不羣（ふぐん）と号した。
サン＝ジョン・ペルスに影響された長大な叙事詩的スタイルの作品が特徴である。少年時代からボードレール『悪の華』に原書で親しむなどしたが、戦時中に新興俳句運動に出会い、富澤赤黄男に師事して俳人として出発した。北海道石狩に戦後開拓に入るが、やがて離農、札幌で印刷会社に校閲者として就職した。その頃に現代詩に転じ、和田徹三の形而上詩誌「湾」同人として活動した。
定年退職とともに埼玉県に移住。前年に出版した『定本鷲巣繁男詩集』で歴程賞受賞。呉茂一、寺田透、荒井献、齋藤磯雄、澁澤龍彦、多田智満子、高橋睦郎、種村季弘、加藤郁乎、草森紳一ら多くの学者や文人と交友があった。生前最後の詩集『行為の歌』で高見順賞を受賞した。

## 経歴

### 生い立ち
1915年（大正4年）、郵便局員の長男として神奈川県横浜市花咲町に生まれる。4人の弟と1人の妹がいる。祖父の代からのギリシア正教徒。洗礼名ダニール。ダニール・ワシリースキーは霊名にちなんだ戯名である。
1921年（大正10年）、横浜市立稲荷台尋常小学校入学。1923年（大正12年）、関東大震災で母親と末弟を失った。神戸の伯父を頼り1ヶ月避難生活を送る。1924年（大正13年）、横浜市立平沼尋常高等小学校に転校。翌年、父親が再婚した。この頃、立川文庫などに親しむが、熱烈な正教徒だった祖父が亡くなっている。
1927年（昭和2年）、横浜商業学校（現横浜市立横浜商業高等学校）入学。有隣堂書店の松信泰輔、詩人の中島可一郎、河合紗良、平林敏彦は後輩に当たる。在学中は、儒医の曾祖父に憧れ漢詩文に熱中した。その一方で、古書肆で入手したボードレール『悪の華』の原書に親しんだ。國學院大學で折口信夫に師事した恩師川田繁の感化を受け、校友会雑誌に、漢詩、俳句、短歌、新体詩、小説、戯曲などを発表。また、川田の尽力で開催された折口信夫の講演に感銘を受けた。1931年（昭和6年）、父親が逓信省を退職し日本放送協会に転職。翌年、横浜商業学校卒業。文藝春秋に内定しかけたが就職できず。金融恐慌の関係でいくつかの職場を経たが、1934年（昭和9年）、父の急死を機に、亡父の友人の世話で日本放送協会横浜支局に就職した。『悪の華』の翻訳を試みる。

### 日中戦争・太平洋戦争時代
1935年（昭和10年）、徴兵検査で甲種合格。1937年（昭和12年）、日中戦争開始とともに、ニコライ堂のセルギイ府主教座下から賜った銀のキリストのペンダントをつけて入営。広島宇品港から出港、南京攻略作戦に無線通信兵として参戦した。その後、日中戦争、太平洋戦争に長期従軍した。戦場では、諳んじていた平仄を頼りに漢詩を作った。1939年（昭和14年）復員。ふたたび臨時応召されたが、マラリアで千葉県市川市の国府台陸軍病院に入院中、新興俳句運動に接触して熱中した。「旗艦」「琥珀」などに俳句を発表。安住敦、富澤赤黄男に師事した。1940年（昭和15年）、同病院退院。召集解除。日本放送協会に復職。1944年（昭和19年）、陸軍病院で知り合った看護師金子きみと結婚した。きみはその後、助産婦として繁男の生活を支えた。同年、日本放送協会を退職し、日立航空機株式会社に入社。1945年（昭和20年）、山梨県に疎開。

### 戦後の札幌時代
1945年（昭和20年）、単身上京して就職活動。旺文社に就職して辞書編纂に従事したが、翌年退職。俳句仲間3家族で北海道石狩に妻子とともに入植したが、2年足らずで身体を壊して離農した。札幌に出て青磁社に入社、更科源蔵を識る。1948年（昭和23年）、青磁社の東京引き揚げに伴い失職。日雇いの肉体労働で食いつなぐ。1949年（昭和24年）、北海道農民新聞社入社。『歴程』同人長光太を識り、現代詩への関心を深める。神谷光信が長光太から直接聞いたところでは、当時の鷲巣は「キリスト教のキの字も口にはしなかった」。1950年（昭和25年）、北海道開発協会嘱託。第一詩集『悪胤（）』を北方詩話会から刊行。吉田一穂から礼状が届く。札幌市教育研究所、北海道平和社を経て、1951年（昭和26年）、興国印刷株式会社に校閲者として就職してようやく生活が安定した。札幌時代に、英・仏・独・伊・西・露・希・羅などを独習して、諸外国の詩文に原語で親しんだ。第2詩集『末裔の旗』をさろるん書房から刊行。1954年（昭和29年）「日本未来派」同人。第3詩集『蛮族の眼の下』をさろるん書房から刊行。1956年（昭和31年）、和田徹三の形而上詩誌「湾」に3号から参加、以後同人として長く活動した。1957年（昭和32年）、第4詩集『メタモルフォーシス』を日本未来派から刊行。
1960年（昭和35年）頃から、それまで忘却していたギリシア正教の世界に傾斜を深めた。この年、日本現代詩人会入会。鍵谷幸信、渋沢孝輔、多田智満子、寺山修司、藤一也らが同期だった。1961年（昭和36年）、第5詩集『魂のための神聖劇：神人序説（）』を湾の会から刊行。1965年（昭和40年）、高橋睦郎が札幌の鷲巣を訪問、以後交友を結ぶ。1966年（昭和41年）、第6詩集『世の果への旅：ダニール・ワシリースキーの書第壱』を詩苑社から刊行、自覚的なキリスト教詩人として再出発する。詩苑社は、横浜商業学校の後輩に当たる詩人河合紗良の出版社である。この年、寺田透との文通始まる。1967年（昭和42年）継母が横浜で永眠、葬儀に参列し、帰札前に、吉岡実、安西均、加藤郁乎、高橋睦郎らと交歓。同年、札幌の鷲巣宅を小島俊明が訪問。1968年（昭和43年）、寺田透の東大での教え子だった中村健之介が北海道大学に着任し、鷲巣を訪問。1970年（昭和45年）、寺田透が『文藝』の月評で鷲巣「マルキオン」を好意的に紹介。

### 離道と中央詩壇への登場
定年退職前年の1971年（昭和46年）に『定本鷲巣繁男詩集』を国文社で刊行。同書は、既刊詩集に未刊の「マルキオン：ダニール・ワシリースキーの書 第弐」「わが心の中のカテドラル：ダニール・ワシリースキーの書 第参」を加え、さらに俳句、漢詩、後序「狂気と竪琴：わが招魂」を付した大冊。附録には寺田透、澁澤龍彦、高橋睦郎、澤村光博が文を寄せた。同書の刊行には北海道出身で東京在住の草薙実の尽力があった。同詩集は第10回歴程賞を受賞。同年、笠井叡『天使論』（現代思潮社）の註作成に種村季弘とともに協力。翌年、埼玉県与野市に転居し、以後、旺盛な執筆活動を行う。1972年（昭和47年）『鷲巣繁男詩集』を思潮社「現代詩文庫」で刊行。解説は渋沢孝輔、高橋睦郎。試論集『呪法と変容』を竹内書店で刊行。現代詩文庫の『多田智満子詩集』に解説「クロノスの戯れ」を寄稿。1973年（昭和43年）『戯論：〈メディアム加藤郁乎〉あるいは詩をめぐっての逍遥游』を薔薇十字社で刊行。
1974年（昭和49年）『短歌』誌上に長篇随想「詩歌逍遙游」連載開始。編集長秋山実の慫慂による。1975年（昭和50年）『記憶の書：ダニール・ワシリースキーの書 第肆』を思潮社から刊行。装幀は高橋睦郎。同年『えうゐ：ロシア文学と思想』が北海道大学文学部ロシア文学研究室から創刊され、タイトルロゴを揮毫。1976年（昭和51年）第10詩集『歎きの歌：ダニエルの黙示 第一之書』を書肆林檎屋から、評論集『狂気と竪琴』を小沢書店から、小説集『路傍の神』を冥草舎からそれぞれ刊行。多田智満子、高橋睦郎と同人誌「饗宴」を創刊。版元は書肆林檎屋。発行人吉野史門。同年、『日本読書新聞』（11月29日号）で小川国夫と「キリスト教における聖と俗」と題して対談。1977年（昭和52年）、『短歌』に連載した、古今東西の詩歌を巡る長篇随想を『記憶の泉：詩歌逍遙游 第一』『聖なるものとその変容：詩歌逍遙游 第二』『ポエーシスの途：詩歌逍遙游 第三』の3分冊で牧神社より刊行。同年、与野から大宮に転居。『現代詩手帖』9月号で「詩と人間存在の意味」と題して高橋睦郎と対談。『短歌』12月号で「鷲巣繁男の世界」と題して、高橋睦郎、多田智満子と鼎談。

### 晩年
1978年（昭和53年）、第11詩集『霊智の歌：ダニエルの黙示第二之書』を思潮社、評論集『クロノスの深み』を小沢書店で刊行。1979年（昭和54年）、評論集『牧神の周辺』を牧神社、『イコンの在る世界：神聖使徒カトリコス東方正統教会についての覚書 第一』を国文社で刊行。アレクサンドル・ブロークの詩劇『薔薇と十字架』を小平武と共訳、書肆林檎屋で刊行。角川『短歌』に長篇随想「八幡箚記」連載開始。『吉田一穂全集』（小沢書店）編集委員となる。1981年（昭和56年）、句集『石胎：鷲巣繁男旧句集』を国文社、第12詩集『行為の歌：ダニエルの黙示第三之書』を小沢書店で刊行。
1982年（昭和57年）『行為の歌』が第12回高見順賞を受賞。同年7月21日自宅で原稿執筆中に倒れ、同月27日大宮市内の病院で永眠。お茶の水のニコライ堂で、29日通夜、30日に葬儀が営まれた。『現代詩手帖』9月号、『歴程』12月号で追悼特集が編まれた。

### 歿後
1983年（昭和58年）『黄金の書：八幡箚記』（栞：高橋睦郎）が国文社で刊行された。『短歌』に連載した「八幡箚記」は、「詩歌逍遙游」と同じ『黄金の書』『狂乱の言葉』『神聖空間』の3部作での刊行を構想だったが、全1冊の大著での遺著刊行となった。同年遺稿評論集『神聖空間』（解説：高橋睦郎、多田智満子）が春秋社で刊行された。
高橋・多田の編集で『饗宴 第10號：鷲巣繁男追悼』を（最終号）、他に『えうゐ』12月号で追悼号。1984年（昭和59年）8月1日「鷲巣繁男を偲ぶ会」（於ニコライ堂）開催。
1995年（平成7年）『薔薇と十字架』（解説：中村健之介）が平凡社ライブラリーで新版刊。1997年（平成9年）遺稿小説集『石斧：現代滑稽劇』が札幌・響文社で刊行された。解説等は高橋睦郎、神谷忠孝、神谷光信。2000年（平成12年）『記憶の泉：詩歌逍遙游 第一』『聖なるものとその変容：詩歌逍遙游 第二』『ポエーシスの途：詩歌逍遙游 第三』が沖積舎（全巻解説神谷光信）で復刊した。同年、大宮市立博物館（現・さいたま市立博物館）にて企画展「大宮ゆかりの文学者たち」が開催された。

## 著作

### 詩歌集
- 句集『歴日』四阿（あずまや）ぐるうぷ、1939年 - 陸軍病院での合同句集
- 『悪胤』北方詩話会、1950年。序文：更科源蔵
- 『末裔の旗』さろるん書房、1951年
- 『蛮族の眼の下』さろるん書房、1954年
- 『メタモルフォーシス』日本未来派、1957年
- 『魂のための神聖劇：神人序説』湾の会、1961年
- 『夜の果への旅：ダニール・ワシリースキーの書 第壱』詩苑社、1966年。H氏賞候補
- 『定本鷲巣繁男詩集』国文社、限定版1971年、普及版1972年。第10回歴程賞
  - 未刊詩集「マルキオン：ダニール・ワシリースキーの書 第弐」「わが心の中のカテドラル：ダニール・ワシリースキーの書 第参」を含む。附録：寺田透、澁澤龍彦、高橋睦郎、澤村光博
- 『鷲巣繁男詩集』思潮社現代詩文庫51、1972年。作家論：渋沢孝輔・高橋睦郎
- 歌集『蝦夷のわかれ』私家版、1972年／書肆林檎屋、1974年
- 『記憶の書：ダニール・ワシリースキーの書 第肆』思潮社、1975年
- 『歎きの歌：ダニエルの黙示 第一之書』書肆林檎屋、1976年
- 『霊智の歌：ダニエルの黙示 第二之書』思潮社、1978年
- 『行為の歌：ダニエルの黙示 第三之書』小澤書店、1981年。第12回高見順賞
- 『石胎：鷲巣繁男旧句帖』国文社、1981年
- 『火の城』未刊、構想のみ

### 小説集
- 『路傍の神』冥草舎、1976年
- 『石斧』響文社、1997年
- 「死の岸辺」草稿、未刊

### 評論集
- 『呪法と変容』竹内書店〈竹内選書〉、1972年。現行かな表記
  - 『呪法と變容 増補改訂』牧神社、1976年
- 『戯論：〈メディアム加藤郁乎〉あるいは詩をめぐっての逍遥游』薔薇十字社、1973年
- 『詩の栄誉』思潮社、1974年
- 『狂気と竪琴』小澤書店、1976年
- 『記憶の泉：詩歌逍遥游 第一』牧神社、1977年
  - 新版『記憶の泉：詩歌逍遥游 第一』沖積舎、2000年。神谷光信解説
- 『聖なるものとその変容：詩歌逍遥游 第二』牧神社、1977年
  - 新版『聖なるものとその変容：詩歌逍遥游 第二』沖積舎、2000年。神谷光信解説
- 『ポエーシスの途：詩歌逍遥游 第三』牧神社、1977年
  - 新版『ポエーシスの途：詩歌逍遥游 第三』沖積舎、2000年。神谷光信解説
- 『クロノスの深み』小澤書店、1978年
- 『イコンの在る世界：神聖使徒カトリコス東方正統教会についての覚書 第一』国文社、1979年
- 『牧神の周邊』牧神社、1979年
- 『黄金の書：八幡箚記』国文社、1982年。栞での解説・高橋睦郎
- 『遺稿集：神聖空間』春秋社、1983年。高橋睦郎、多田智満子解説

### 翻訳
- アレクサンドル・ブローク『薔薇と十字架』小平武と共訳（書肆林檎屋、1979年）
  - 新版『薔薇と十字架』（平凡社ライブラリー、1995年。中村健之介解説）
- ポール・クローデル「トビーとサラの物語」（未刊）

### 文学全集等に収録
- 『日本文藝家協会 日本詩集1957』（三笠書房、1957年）
- 『日本現代詩大系』12巻（河出書房新社、1976年）
- 『北海道文学全集 22巻 北の抒情』（1981年、立風書房）
- 『昭和文学全集 35巻 昭和詩歌集』（1990年、小学館）
- 『日本キリスト者30人詩集　神の涙』（ソウル展望社、1991年）
- 『集成昭和の詩』（小学館、1995年）
- 『日本名詩集成』（學燈社、1996年）

### インタビュー、対談、鼎談、テレビ出演
- 『詩と思想』創刊号（1972年9月号）〔「異端と正統」と題して松田修と対談〕
- 『図書新聞』1972年10月14日号〔インタビュー〕
- 『宗教の時間』（NHK教育テレビ）1975年7月20日〔出演：鷲巣繁男、小川国夫、辻成史、フェオドシー永島〕
- 『日本読書新聞』1976年11月29日号〔「キリスト教における聖と俗」と題して小川国夫と対談〕
- 『現代詩手帖』1977年9月号〔「詩と人間存在の意味」と題して高橋睦郎と対談〕
- 『日本読書新聞』1979年7月23日号〔「エキメニカルな時代」聞き手：澤村光博〕
- 『短歌』1997年12月号〔「鷲巣繁男の世界」と題して、高橋睦郎、多田智満子と鼎談〕
- 『週刊朝日』1982年2月12日号〔『行為の歌』高見順賞受賞〕

### 書籍
- 澁澤龍彦『偏愛的作家論』（青土社、増補版 1976年）。新版・河出文庫、1997年 ほか
- 辻佐保子『天使の舞いおりるところ』（岩波書店、1990年）
- 高橋睦郎『友達の作り方：高橋睦郎のFriends Index』（マガジンハウス、1993年）
- 神谷光信 『評伝 鷲巣繁男』（小沢書店、1998年）
- 沓掛良彦『文酒閑話』（平凡社、2000年、増訂版2020年）
- 大森正樹『東方憧憬：キリスト教東方の精神を求めて』（新世社、2000年）
- 神谷光信 『詩のカテドラル：鷲巣繁男とその周辺』（沖積舎、2002年）、作家論集
- 渡邉一『流謫と北方：鷲巣繁男の世界の成立と現在』（ミッドナイト・プレス、2019年）

### 雑誌
- 『現代詩手帖』1982年9月号、思潮社。鷲巣繁男追悼〔草野心平、大岡信、渋沢孝輔の弔辞再録。安藤元雄、高橋睦郎の追悼文〕
- 『歴程』1982年12月号、特集鷲巣繁男追悼〔執筆：山室静、内村剛介、高橋睦郎、多田智満子、渋沢孝輔、長谷川龍生、日高てる、新藤千恵、川崎浹、宇佐見英治、中村健之介、粟津則雄、田村雅之、長光太、支倉隆子、風山瑕生、入澤康夫、柴田恭子、岡安恒武、山田今次、山本太郎、鷲巣きみ、福田真弓、草野心平〕
- 『饗宴』10号、1983年、鷲巣繁男追悼号〔執筆：草野心平、小川国夫、渋沢孝輔、吉岡実、多田智満子、高橋睦郎、相沢啓三、荒井献、池澤夏樹、井上輝夫、内村剛介、片瀬博子、笠井雅洋、草森紳一、河野愛子、小平武、篠田一士、澁澤龍彦、高橋保行、種村季弘、寺島憲治、永田耕衣、中村稔、三好豊一郎、八木忠栄、安永路子、吉増剛造、鷲巣薫、鷲巣きみ、佐々木弘幸（佐々木六戈）〕
- 『えうゐ：ロシアの文学と思想』1983年12月号、鷲巣繁男追悼号〔執筆：内村剛介、更科源蔵、宮前てる子、菊地昌実、工藤正廣、山田吉二郎〕
- 『妖』5号、1996年、鷲巣繁男『石斧』小特集号〔執筆：菅原政雄、米山将治、薩川益明、尾崎寿一郎、神谷忠孝、神谷光信〕

### 論考・エッセイ
- 齋藤邦男「Sに語る鷲巣繁男論」（『木星』35号、1969年）
- 窪田般彌「詩と儀式」（『木星』38号、1972年）
- 小島俊明「神話の詩人鷲巣繁男のための覚書」」（『木星』38号、1972年）
- 中村健之介「ドストエフスキーの手紙あれこれ１」（筑摩書房版『ドストエフスキー全集』15巻月報、1972年）
- 窪田般彌「戦後詩における海外思潮の摂取」（『國文學』1974年10月号）
- 渋沢孝輔「変容の秘儀　鷲巣繁男小論」（『海』1972年8月号）
- 池宗一「鷲巣繁男と宗左近」（『同時代』21号、1972年）
- 太田一郎「忘れられた歌人たち」（『短歌研究』1985年6月号）
- 伊東聖子「特集・昭和短歌の世界」（『アサヒグラフ』1985年12月20日増刊号）
- 大森正樹「詩人鷲巣繁男のこと」（『エイコーン：東方キリスト教研究』11号、1994年）
- 長谷川郁夫「鷲巣繁男」（『ノーサイド』特集読書名人伝、1995年5月号）
- 神谷忠孝「鷲巣繁男の未発表小説」（『クレド』5号、1996年）
- 沓掛良彦「古典味読を夢想する」（『新潮』2002年4月号）
- 茂木政敏「水晶と玄武岩：鷲巣繁男宛 多田智満子書簡を読む」（『未定』19号‐24号、2014‐2019年）

### 書評

#### 詩集『末裔の旗』
- 鶴岡冬一『詩学』1951年2月号

#### 詩集『蛮族の眼の下』
- 小柳透『眼』3号、1954年

#### 詩集『定本鷲巣繁男詩集』
- 無署名『朝日新聞』1971年6月3日
- 粟津則雄『讀賣新聞』1971年12月詩時評
- 『サンケイ新聞』1972年10月2日（歴程賞受賞記事）
- 『神奈川新聞』1972年10月4日（歴程賞受賞記事）
- 『読売新聞』1972年10月30日（歴程賞受賞記事）

#### 評論集『戯論：〈メディアム加藤郁乎〉あるいは詩をめぐっての逍遥游』
- 塚本邦雄『図書新聞』1973年7月21日号
- 由良君美『日本読書新聞』1973年8月27日号
- 種村季弘『週刊読書人』1973年9月3日号

#### 試論集『呪法と変容』
- 種村季弘『現代詩手帖』1973年1月号
- 相沢啓三『日本読書新聞』1973年2月12日号
- 宗左近『週刊読書人』1973年2月26日号

#### 歌集『蝦夷のわかれ』
- 渋沢孝輔『毎日新聞』1974年1月31日
- 福島泰樹『週刊読書人』1974年3月18日号
- 上田三四二『東京新聞』1974年3月19日
- 無署名『讀賣新聞』1974年3月28日

#### 評論集『詩の栄誉』
- 安藤元雄『讀賣新聞』1974年8月26日
- 澁澤龍彦『現代詩手帖』1974年9月号
- 窪田般彌『日本読書新聞』1974年9月9日号
- 渡辺石夫『図書新聞』1974年11月16日号
- 池内紀『ユリイカ』1974年11月号

#### 詩集『記憶の書：ダニール・ワシリースキーの書 第肆』
- 篠田一士『朝日新聞』1975年6月18日
- 大岡信『朝日新聞』1975年6月24日夕刊
- 菅野昭正『東京新聞』1975年7月30日
- 工藤正廣『北方文藝』1975年8月号
- 多田智満子『現代詩手帖』9月号

#### 詩集『歎きの歌：ダニエルの黙示 第一之書』
- 安藤元雄『東京新聞』1976年5月29日
- 井上輝夫『日本読書新聞』1976年7月5日
- 吉増剛造『週刊読書人』1976年7月19日号

#### 評論集『狂気と竪琴』
- 無署名『朝日新聞』1976年9月20日

#### 小説集『路傍の神』
- 種村季弘『週刊ポスト』1976年11月26日号
- 森内俊雄『日本読書新聞』1977年1月1日号
- 小川国夫『週刊読書人』1977年1月31日号

#### 長篇随想『詩歌逍遙游』三部作
- 佐伯彰一『朝日新聞』1977年7月21日
- 北嶋廣敏『図書新聞』1977年10月8日号

#### 詩集『霊智の歌：ダニエルの黙示 第二之書』
- 山中智恵子『日本読書新聞』1978年3月13日号

#### 評論集『クロノスの深み』
- 佐伯彰一『週刊読書人』1978年2月26日号
- 高橋英夫『現代詩手帖』1978年5月号

#### 宗教評論『イコンの在る世界：神聖使徒カトリコス東方正統教会についての覚書 第一』
- 川崎浹『週刊読書人』1979年8月6日号
- 辻佐保子『朝日ジャーナル』1979年11月2日号

#### アレクサンドル・ブローク『薔薇と十字架』（翻訳）
- 工藤正廣『現代詩手帖』1980年5月号

#### 詩集『行為の歌：ダニエルの黙示 第三之書』
- 渋沢孝輔『海』1981年8月号
- 篠田一士『毎日新聞』1981年6月
- 北村太郎『朝日ジャーナル』1982年2月5日号

#### 小説集『石斧』
- 川村二郎『讀賣新聞』1997年3月16日
- 神谷光信『北海道新聞』1997年4月10日、『神奈川新聞』1997年5月23日
- 多田智満子『図書新聞』1997年4月26日号

### 追悼記事
- 高橋睦郎『毎日新聞』1982年8月2日、『日本経済新聞』1982年8月6日
- 多田智満子、渋沢孝輔『日本読書新聞』1982年8月23日号
- 三好豊一郎『図書新聞』1982年8月21日号
- 『週刊読売』1982年8月22日号、会葬欄に写真入記事掲載
- 小山一郎「鷲巣繁男さんのこと」（『反世界』6号、1992年）

### その他
- 『現代日本朝日人物事典』（1990年、朝日新聞社）鷲巣繁男の項〔執筆：多田智満子〕
- 『キリスト教文学事典』（教文館、1994年）鷲巣繁男の項〔執筆：山形和美〕
- 「大宮市ゆかりの文学者たち」（大宮市立博物館特別展、2000年）